# 万科
万科企业股份有限公司，简称万科或万科集团（英語：CHINA VANKE CO., LTD.，深交所：000002/200002（B股已除牌），简称：万科A/万科B；港交所：2202），是中国乃至全球规模最大的地产发展商之一，业务包括住宅开发、物业管理、商业地产、物流仓储、旅游度假、教育产业等，总部位于中国深圳市盐田区大梅沙环梅路33号，2017年至今，深圳地铁集团为集团第一大股东。
万科现在是具有国资背景的股份制企业、混合所有制企业。

## 历史

萬科第二代標誌

萬科第三代標誌（2015-2018）

1984年，深圳现代科教仪器展销中心成立，王石任总经理，主营设备进口贸易，是当时深圳最大的摄录像专业器材供应商，营业额一度占国家计划外市场的60%。1987年11月，更名为“深圳现代企业有限公司”，与香港商界合作，在中国内地合资兴办手表、印刷、首饰等工业项目。1988年，投资第一个土地发展项目“深圳皇岗岭万科工业区”，进入房地产行业。同年11月，深圳市政府批准公司股份化改造方案，定名为“深圳万科企业股份有限公司”，股票代码0002，公开募集社会资金2800万元，1990年，首个房地产住宅项目深圳天景花园竣工。1991年1月29日，“深万科A”在深圳证券交易所上市，同年万科确立了“综合商社”的发展模式，投资生产“怡宝”蒸馏水的龙环饮料有限公司，成立香港万和影视有限公司，兴办万佳百货，形成“进出口贸易、零售连锁商业、房地产开发、金融证券投资、文化影视制作、广告设计发布、饮料生产与销售、印刷与制版、机械加工和电气工程”十大产业的多元化经营架构。
1993年，万科决定放弃以“综合商社”为目标的发展模式确立以房地产开发为公司主导业务。5月28日，公司B股于在深圳证券交易所上市。7月，公司总部迁至深圳市翠竹北水贝二路的万科工业大厦。
1994年，万科B股总承销商深圳君安证券，联合万科另外四家合占10.73％股份的股东发出《告万科企业股份有限公司全体股东书》，意图制造万科被收购的题材提升万科股价，并改组万科董事会，此举轰动中国证券界。万科向深交所申请停牌并获得批准，创下中国股市的首次停牌记录。“君万之争”最终以《告全体股东书》发起股东倒戈、双方握手言和而告终。
1995年，万科旗下贸易板块合并为万科贸易有限公司。1996年，万科将深圳怡宝食品饮料有限公司股权转让予华润集团，退出饮料业务。1997年起，陆续退出旗下持有的工业项目。2000年，华润集团取代深圳经济特区发展（集团）公司，成为万科第一大股东。2001年，万科将万佳百货股权转让予华润集团，退出零售业务，至此，公司专业化战略调整全部完成。2002年，公司总部搬迁至深圳市福田区梅林路63号的万科建筑研究中心大厦。
2003年，万科提出“学习帕尔迪”，以当时全美最大的住宅开发企业帕尔迪为标杆企业，形成以深圳为中心的珠江三角洲区域、以上海为中心的长江三角洲区域、以沈阳为中心的东北区域三大市场。
2004年，提出未来十年实现1000亿元销售额的目标。
2005年，“万科”商标被国家工商行政管理总局正式认定为驰名商标，成为中国房地产界第一个国家认定的驰名商标。
2007年，万科启用新标志，并将企业核心理念总结为“让建筑赞美生命”。2009年，公司总部迁至位于深圳市盐田区大梅沙环梅路33号的万科中心。
2010年，公司销售额突破1000亿元，提前实现千亿目标，成为中国国内首家年销售额超过千亿的房地产公司。
2012年，万科完成收购香港上市公司南联地产控股有限公司75％股权，并将其更名为万科置业（海外）有限公司。2013年，与香港新世界发展联手投中香港荃湾西六区项目，为万科在香港的第一个开发项目；与新加坡吉宝置业合作开发林曦阁住宅项目，进入新加坡市场；與美國鐵獅門公司合作開發旧金山富升街201号地块，首次進軍美國。
2014年6月23日，萬科把深圳B股轉為香港H股，於港交所上市。2016年，万科首次跻身《财富》“世界500强”，位列榜单第356位。
2015年7月起，姚振华执掌的“宝能系”大幅增持万科股票。至8月，“宝能系”已总计持有万科15.04%的股票，超越央企华润集团，成为万科的第一大股东。至12月4日，“宝能系”持股比例已超两成。在董事长王石公开表示“不欢迎宝能系成万科第一大股东”后，12月18日，万科发布公告宣布停牌。
2016年3月12日，万科宣布引入深圳地铁集团成为公司基石股东，若增发完成后，深圳地铁集团将持有万科20.65%股份，另一大股东华润集团对此提出异议。
2016年6月26日，“宝能系”要求召开临时股东大会，罢免王石、郁亮等董事会成员。
2017年，深圳地铁集团分别以371.71亿元、292亿元收购华润集团及恒大集团所持万科股份，成为最大股东，结束了万科持续两年的股权之争。
同年6月30日，万科董事会完成换届，郁亮任董事长兼总裁，王石为名誉主席。
2024年3月，中国住建部在两会期间曾表明，对严重资不抵债、失去经营能力的房企，"该破产的破产"。事隔不足一周，国家队却出手，要求十二家银行拯救有国资背景的开发商万科集团，协助其度过债务违约的危机。
2024年5月23日，惠誉下调万科的评级至‘BB-’；展望负面。
2025年1月27日，在万科发布业绩预告显示2024年出现亏损后，万科公告多位管理层变动。郁亮辞去董事会主席职务，仍在万科留任董事，并担任执行副总裁职务；董事会主席由深圳市地铁集团董事长辛杰担任。另外，祝九胜辞去总裁、首席执行官、授权代表等职务，朱旭辞去董事会秘书、公司秘书、授权代表等职务，仍在万科工作。

## 业务

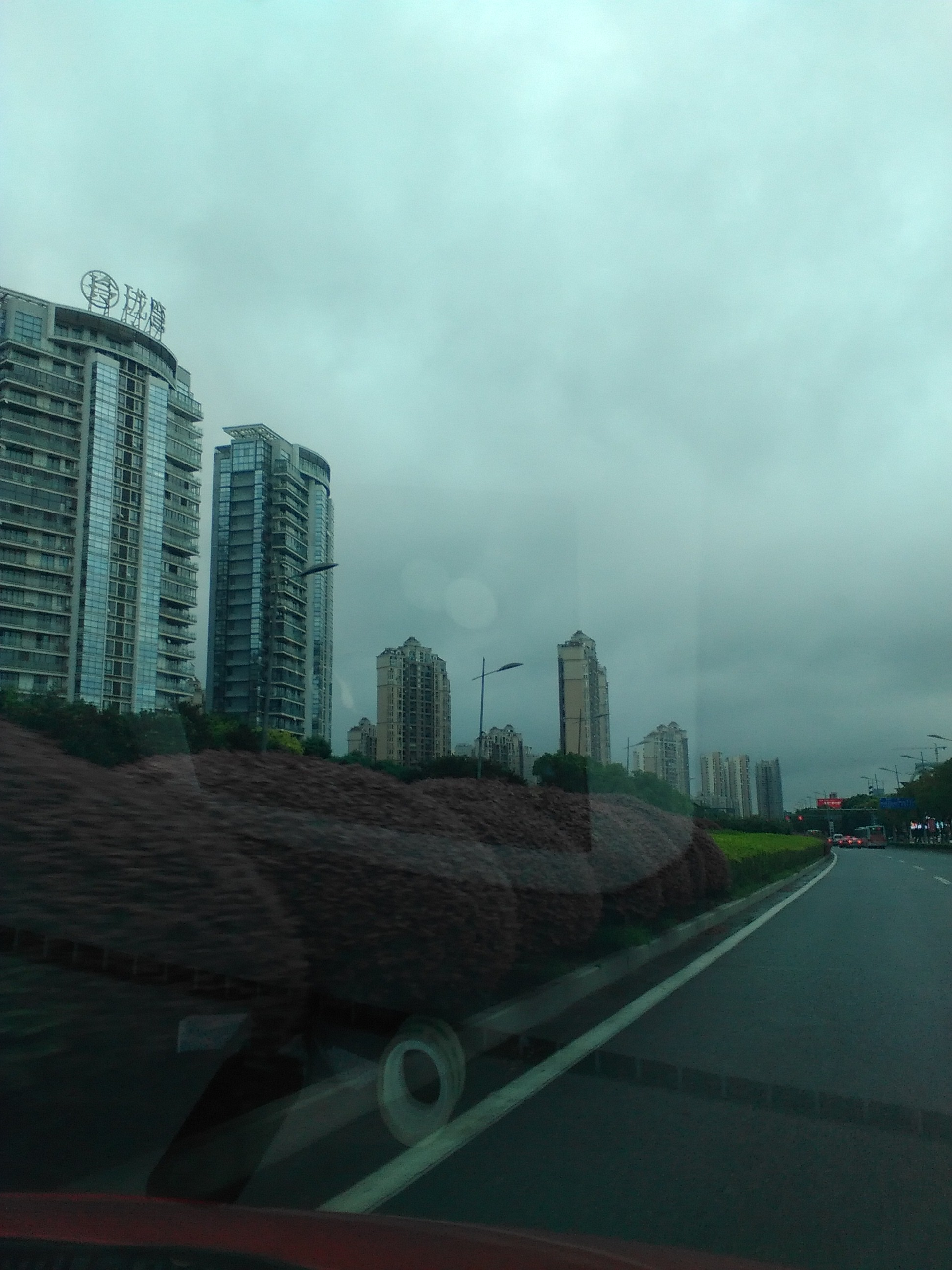
万科在苏州的项目——玲珑湾 (Note: 原由苏州本地开发商建屋发展与浙江开发商南都集团合资的南都建屋开发，后转给万科开发)

截至2014年底，万科在中国大陆65个大中城市拥有地产开发项目，包括长沙、东莞、佛山、福州、广州、海南、南宁、深圳、厦门、中山、珠海、杭州、合肥、南昌、南京、南通、宁波、上海、苏州、常州、温州、无锡、芜湖、徐州、扬州、北京、长春、大连、吉林、济南、青岛、沈阳、太原、唐山、天津、烟台、成都、贵阳、昆明、武汉、西安、乌鲁木齐、郑州和重庆。另外，万科在香港、新加坡、美国旧金山和纽约拥有地产开发项目。

## 业绩
| 財政年度 | 營業額    | 純利     | 分紅（含稅）                      |
| -------- | --------- | -------- | --------------------------------- |
| 1992年   | 6.61亿    | 0.70亿   | 每10股送5股派0.6元（含税）        |
| 1993年   | 10.84亿   | 1.53亿   | 每10股送3.5股派1.5元（含税）      |
| 1994年   | 12.28亿   | 1.73亿   | 每10股送1.5股派1.5元（含税）      |
| 1995年   | 15.04亿   | 1.47亿   | 每10股送1股派1.4元（含税）        |
| 1996年   | 11.78亿   | 1.50亿   | 每10股送1.5股派1元（含税）        |
| 1997年   | 19.48亿   | 1.87亿   | 每10股送1股派1.5元（含税）        |
| 1998年   | 22.69亿   | 2.02亿   | 每10股送1股派1元（含税）          |
| 1999年   | 29.12亿   | 2.29亿   | 每10股派1.5元（含税）             |
| 2000年   | 38.73亿   | 3.01亿   | 每10股派1.8元（含税）             |
| 2001年   | 44.55亿   | 3.74亿   | 每10股派2元（含税）               |
| 2002年   | 45.74亿   | 3.82亿   | 每10股转增10股派2元（含税）       |
| 2003年   | 63.80亿   | 5.42亿   | 每10股送1股转增4股派0.5元（含税） |
| 2004年   | 76.67亿   | 8.78亿   | 每10股转增5股派1.5元（含税）      |
| 2005年   | 105.6亿   | 13.50亿  | 每10股派1.5元（含税）             |
| 2009年   | 460.5亿   | 53.30亿  | 每10股派0.7元現金股息（含税）     |
| 2010年   | 507.1亿   | 72.80亿  |                                   |
| 2011年   | 亿        | 亿       |                                   |
| 2012年   | 亿        | 亿       |                                   |
| 2013年   | 1274.5亿  | 151.20亿 | 每10股派4.1元現金股息（含税）     |
| 2014年   | 亿        | 亿       |                                   |
| 2015年   | 亿        | 亿       |                                   |
| 2016年   | 亿        | 亿       |                                   |
| 2017年   | 亿        | 亿       |                                   |
| 2018年   | 亿        | 亿       |                                   |
| 2019年   | 3678.94亿 | 388.72亿 |                                   |
| 2020年   | 4191.12亿 | 415.16亿 |                                   |
| 2021年   | 4527.98亿 | 225.24亿 |                                   |
| 2022年   | 5038.38亿 | 226.18亿 |                                   |
| 2023年   | 4657.39亿 | 121.63亿 |                                   |
| 2024年   | 亿        | 亿       |                                   |

## 争议

### 质量门
2012年初有网友称，万科在全国部分城市开发的楼盘曝光出地板有毒。2012年3月1日，万科公布最新一批安信地板检测结果，佛山新城湾畔7号楼送检安信地板样品甲醛释放量1.9mg/L，超国家标准限量1.5mg/L。这是万科首次测出所用安信地板甲醛超标。
同年3月末，又有网友称，售价在每套250万元至400万元之间的深圳万科第五园六期，出现了用“纸”做装修材料等问题。万科总裁郁亮接受记者采访时坦承：万科第五园六期确实存在一些质量上的问题、瑕疵，目前正在挨家挨户排查、整改。“凡是我们做得不够的地方，我们全部更换”。现在装修出现的问题主要集中在柜体背板发霉、石材起灰、涂料]受损等方面。
万科自2012年以来频频遭遇种种信任危机，一时间应接不暇。媒体评价称，2012年是万科的“是非之年”。
7月，萬科在重慶在建樓盤「萬科錦程」工程中又因使用紙地板发霉、房屋漏水、甚至把門裝反等問題遭遇業主抵制及維權，有業主檢測室内甲醛濃度超過國家標準1250%。
2020年7月16日晚，中央广播电视总台3·15晚会曝光广州万科尚城小区的质量问题。据报道，2018年11月广州万科尚城业主验房时，发现自己的新房在楼上做蓄水试验时，楼下卫生间“秒变水帘洞”，其中最先收房的201户中，竟有146户出现漏水情况。2018年12月18日，万科回应称施工标准符合国家规范要求；而广州鸿力公司的工程师在查看现场后表示，卫生间漏水与主管道没封堵好有很大关系。2019年3月，开发商给出了解决方案，但根据入住的业主反映，家里仍然有漏水情况，而且渗漏出来的是排粪水，臭味刺鼻，一栋楼就有十几户人家出现类似问题。其后万科回应称，上述问题截至2019年6月30日已经整改完毕。。但亦有相关媒体报道问题仍未完全解决。

### 毁坏考古遗迹
2013年3月19日，“万科公司在南京开发一块土地，先后发现六座1700年前的王侯大墓，虽然考古专家极力阻止，但是古墓仍然被野蛮破坏”。根据南京市规定“地下重点埋藏区或施工面积超过5万平方米的项目，必须先考古后施工”。当年1月考古部门在南京雨花台一处属于万科旗下站东置业有限公司的超过5万平米的工地进行初步勘查，确认施工地点地下至少有两座南朝时期王侯级别的珍贵古墓，发现时已经被破坏。考古工作人员当即要求施工单位停工，并要求追查毁坏原因。然而万科旗下开发商却并没有立即停工，并且迟迟不与考古部门签订考古工作协议，一直拖到3月18日。协议签订当晚，该公司背着相关部门连夜将古墓铲平。该事件造成后果异常严重，社会影响极其恶劣，是对中国考古工作、中国历史学发展和中华文化保护研究的严重破坏。西南政法大学政治与公共事务学院副教授和静钧呼吁，铲平古墓事件的幕后黑手“应被刑责”，“为故意毁坏不可修复文物付出个人自由的代价”。

### 房地产再现“斑马论”
逐渐下行的房地产市场，引发了市场对后续走势的各种判断，如崩盘论、拐点论，甚至还有泰坦尼克冰山论。
2014年6月5日，在万科首届商业合作方大会上，万科总裁郁亮否认了上述论断，认为目前房地产行业绝非是要撞上冰山的泰坦尼克，但已经度过了胆大为王，躺着都能赚钱的黄金时代。在会上郁亮还抛出了一个“斑马论”，并提问：“斑马底色是黑色还是白色？”

### 涉嫌行贿
2016年10月19日晚间，央视播出的电视专题片《永远在路上》第三集《踏石留印》中，出现了万科涉嫌向青岛日报社党委原副书记王海涛行贿的画面。尽管解说词并未提到万科，只是以“当地一家地产企业”形容，但画面中明确显示这家地产企业就是万科。对此，万科在10月20日晚间紧急回应称：公司注意到关于下属企业未按中央八项规定有关要求，邀请官员出国考察项目的新闻报道。在该事件发生的第一时间，万科就已责成相关子公司积极配合有关部门的调查取证工作，要求有关子公司深刻检查，并按照公司有关规定严肃处理。公司将引以为戒，进一步加强对一线公司和下属企业的管理，坚决杜绝类似情况发生。而万科董事长王石曾多次表示自己“坚决不行贿”。